# ピンク地底人3号
ピンク地底人3号（ぴんくちていじんさんごう、1982年 - ）は、日本の劇作家、演出家。京都府出身。同志社大学文学部文化学科美学芸術学専攻卒業。

## 来歴
- 2005年、同志社大学の演劇集団Q[4]に入団する[5]。
- 2006年、劇団 ピンク地底人を結成、旗揚げ公演『あと十秒で』を行う[5]。
- 2010年、第11回AAF戯曲賞で、作『その指で』が最終候補作品となる[6]。
- 2014年、ピンク地底人の活動を一時休止してニューヨークに旅立つ[7][8]。
- 2015年、桃地 patric 伸弥の作品を上演する団体 ももちの世界を結成する[9][10]。
- 2017年、第23回日本劇作家協会新人戯曲賞で、『黒いらくだ』が最終候補作品となる[11]。
- 2018年、『わたしのヒーロー』で第6回せんだい短編戯曲賞大賞を受賞する。
- 2019年、『鎖骨に天使が眠っている』で第24回劇作家協会新人戯曲賞を受賞する。

演劇集団Qに在籍時は、音響・衣装・俳優（旧芸名：林家蔵之介）として活動する。
ピンク地底人の長男/リーダーになってからは脚本家・演出家として、前衛的な作品を発表し続ける。2015年には別劇団[ももちの世界]を結成、元 納棺師という経験を生かし、生死について描く会話劇を主に描いている。2021年には手話劇『華指1832』が第66回岸田國士戯曲賞最終候補作品に選出される。

## 受賞歴
- 2012年 佐藤佐吉演劇祭2012 カンフェティ賞『明日を落としても』[13]
- 2018年（第6回）せんだい短編戯曲賞 大賞『わたしのヒーロー』[14][15]
- 2019年（第24回）日本劇作家協会新人戯曲賞『鎖骨に天使が眠っている』[16][17]
- 2020年（第27回）OMS戯曲賞佳作『カンザキ』
- 2021年（第66回）岸田國士戯曲賞 最終候補作品『華指1832』[18]
- 2023年（第1回）関西えんげき大賞最優秀作品賞／観客投票ベストワン賞　手話裁判劇『テロ』[19]

## 参加・出演作品

### 舞台
ピンク地底人 公演 
| #  | タイトル                   | 年     | 会場                                                           |              |
| -- | -------------------------- | ------ | -------------------------------------------------------------- | ------------ |
| 1  | あと十秒で                 | 2006年 | 同志社大学クローバーホール                                     |              |
| 2  | Lolita Kills Me            | 2007年 | 人間座スタジオ                                                 |              |
| 3  | SALLY SINAMON              | 2008年 | 京都市東山青少年活動センター                                   | 出演あり     |
| 4  | サイケデリック妊婦症       | 2008年 | 人間座スタジオ                                                 |              |
| 5  | E.X人間                    | 2009年 | ロクソドンタブラック                                           |              |
| 6  | FLOWER OF ROMANCE          | 2010年 | アトリエ劇研                                                   |              |
| 7  | その指で                   | 2010年 | 京都市東山青少年活動センター                                   | 出演あり     |
| 8  | ある光                     | 2011年 | 應典院 本堂ホール                                              |              |
| 9  | マリコのために             | 2011年 | 京都市東山青少年活動センター                                   |              |
|    | 番外公演「君がいなくても」 | 2012年 | アトリエ劇研 京都KAIKA                                         |              |
| 10 | 明日を落としても           | 2012年 | 花まる学習会王子小劇場 in→dependent theatre 2nd                |              |
| 11 | 散歩する侵略者             | 2013年 | アトリエ劇研                                                   | 演出のみ     |
| 13 | 家電の王子さま             | 2013年 | 大阪市立芸術創造館                                             | 声の出演あり |
| 14 | 光について                 | 2015年 | アトリエ劇研                                                   |              |
| 15 | 土葬ツアー                 | 2015年 | 壱坪シアタースワン ライト商會 Chika ギャラリースペース104A号室 |              |

ももちの世界 公演 
| #  | タイトル                       | 年     | 会場                                                 |                                  |
| -- | ------------------------------ | ------ | ---------------------------------------------------- | -------------------------------- |
| 1  | #1『NYの天使→』                | 2015年 | 大阪市立芸術創造館                                   | 演出のみ（脚本：桃地Patric伸弥） |
| 2  | #2『黒いらくだ 』              | 2017年 | in→dependent theatre 1st                             |                                  |
| 3  | #3『鎖骨に天使が眠っている』   | 2018年 | in→dependent theatre 1st                             |                                  |
| 4  | #4『カンザキ』                 | 2019年 | in→dependent theatre 1st                             |                                  |
| 5  | #5『ハルカのすべて』           | 2020年 | 神戸アートビレッジセンター（現・新開地アートひろば） | KAVC FLAG COMPANY2019参加作品    |
| 6  | オンラインの旅#6『サバクウミ』 | 2021年 | オンライン配信                                       |                                  |
| 7  | #7『華指1832』                 | 2021年 | in→dependent theatre 2nd                             |                                  |
| 8  | リーディング公演『黒いらくだ』 | 2021年 | こまばアゴラ劇場（2024年閉館）                       |                                  |
| 9  | #8『あと9秒で』                | 2022年 | in→dependent theatre 2nd                             |                                  |
| 10 | #9『皇帝X』                    | 2023年 | in→dependent theatre 2nd                             |                                  |
| 11 | #10『日曜日のクジラ』          | 2024年 | 雑遊                                                 |                                  |

その他
- マレビトの会『血の婚礼』（2008年、アトリエ劇研）
- 劇団HOMURA『明日を落としちまったキキへ。』（2008年、京都大学西部講堂）脚本のみ
- 森林浴『メガネ公演』（2014年、阿倍野長屋）演出のみ
- KAIKA劇団 会華*開可『眠らないオブツダン』（2015年、京都KAIKA）演出のみ
- リーディングフェスタ2017『黒いらくだ』（2017年、座・高円寺2）脚本のみ
- 一般社団法人日本劇作家協会主催　劇作家大会2019上田大会「鎖骨に天使が眠っている」リーディング公演(2019年8月、長野県上田市　犀の角)
- KAVCプロデュース公演　手話裁判劇『テロ』[31]（2022年10月、神戸市　神戸アートビレッジセンター）
- 青年座第249回『燐光のイルカたち』演出:宮田慶子（2022年9月、東京都　ザ・ポケット）脚本のみ
- 東宝株式会社『町田くんの世界』演出:ウォーリー木下（2024年3月、東京都　シアタークリエ　4月、大阪市　梅田芸術劇場シアター・ドラマシティ）脚本のみ
- 名取事務所『燃える花嫁』演出:生田みゆき(2025年6月、東京都　吉祥寺シアター・京都市　ロームシアター京都・岡山市　ハレノワ・北九州市　J:COM北九州芸術劇場 )脚本のみ

### ラジオ
- ラヴィーナ&メゾン STORY FOR TWO（1996年 - 2019年、Kiss FM KOBE）脚本・演出としても参加[30]

## 関連書籍

### 単行本
- 劇作家協会『優秀新人戯曲集2018』（2017年、ブロンズ新社）ISBN 978-4893096456 -「黒いらくだ」収録
- 劇作家協会『優秀新人戯曲集2019』（2019年、ブロンズ新社）ISBN 978-4893096548 -「鎖骨に天使が眠っている」収録
- 過去公演の脚本　ももちの闇市で販売中

### 単行本未収録

#### 小説
- 「カンザキさん」 - 『すばる』2025年8月号